# Giulietta Guicciardi
Julie ("Giulietta") Guicciardi (Przemyśl, Polònia, 23 de novembre de 1782 – Viena, Àustria, 22 de març de 1856) fou una comtessa austríaca i estudiant de piano alumna de Ludwig van Beethoven. El compositor li va dedicar la seva sonata per a piano núm. 14, coneguda com a Clar de lluna.

## Biografia
Julie Guicciardi, segons el nom pel qual la coneixia la seva família, va néixer en Przemyślen 1782. Va arribar a Viena amb els seus pares des de Trieste en juny de 1800, on la seva bellesa va ser a bastament comentada per l'alta societat vienesa. Aviat es va comprometre amb el comte von Gallenberg (1780–1839), un compositor aficionat amb qui es va casar el 14 de novembre de 1803. Després del casament es van traslladar a viure a Nàpols. Va viure a Itàlia al llarg d'uns 20 anys. Va morir a Viena en 1856.

## Relació amb Beethoven
Beethoven va conèixer Guicciardi a través de la família Brunsvik. Ell tenia una relació propera amb les germanes Therese i Josephine Brunsvik, a les quals havia donat lliçons de piano ençà 1799. A finals de 1801 Beethoven va esdevenir professor de piano de Guicciardi, i aparentment va quedar encisat per ella. Julie fou probablement la "noia encisadora" a la qual Beethoven feia esment en una carta del 16 de novembre de 1801 que va escriure al seu amic Franz Gerhard Wegeler: "La meva vida és ara, un cop i un altre, una mica més agradable, entre la gent – difícilment es podria creure com de desolada, com de trista ha estat la meva vida en aquests últims dos anys; aquest canvi ha estat causat per una noia dolça i encantadora, que m'estima i a qui jo estimo. Des de fa dos anys estic de nou gaudint de moments de felicitat, i és la primera vegada que crec que el matrimoni podria fer-me feliç, però malauradament ella no és del meu estatus, i -queda clar- jo no podria casar-me amb ella".

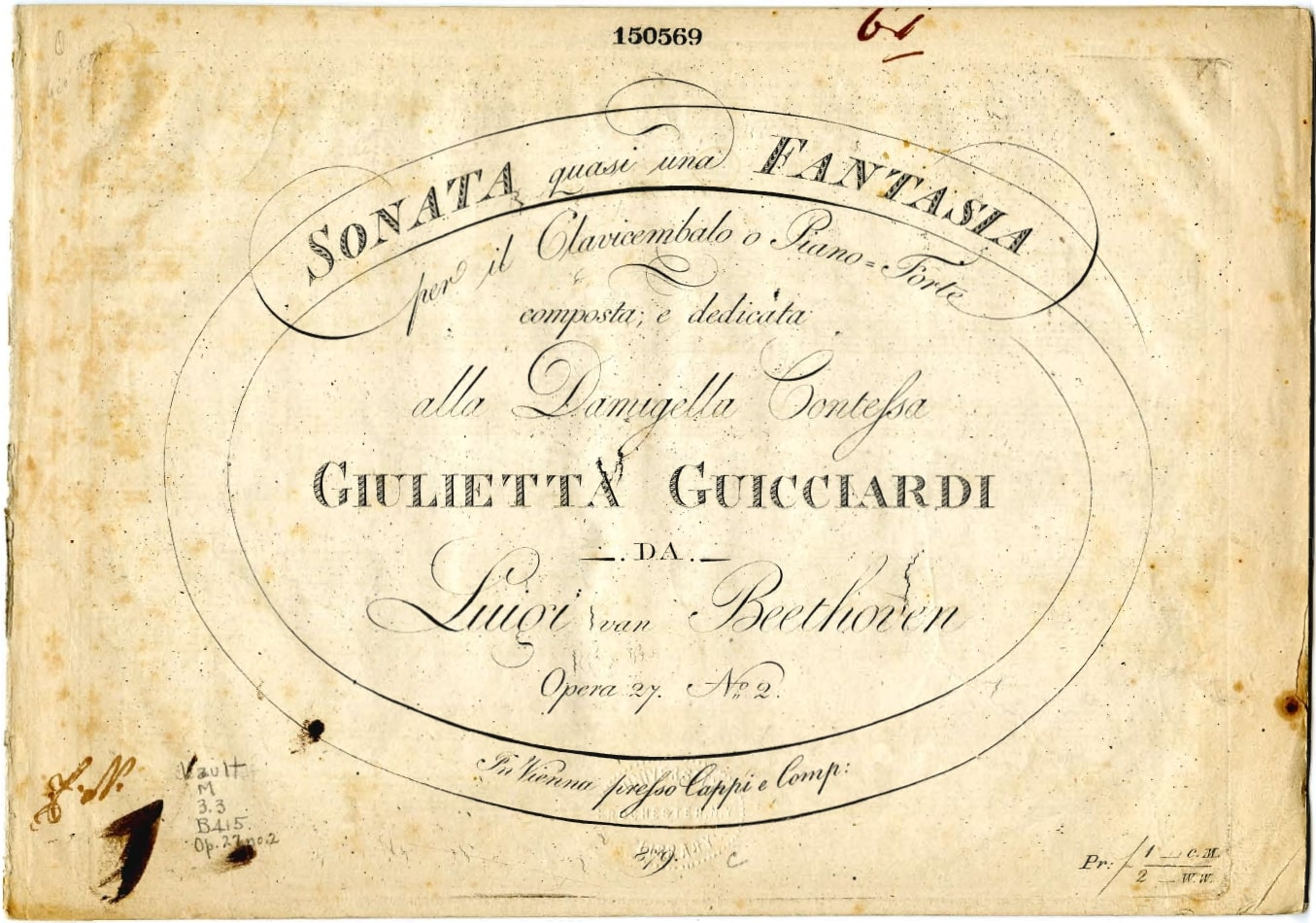
Portada de la primera edició de la partitura de la sonata publicada el 1802 a Viena per Gio. Cappi, dedicada a la comtessa Giulietta Guicciardi.

En 1802 Beethoven va dedicar a la jove la sonata per a piano núm. 14, la qual, malgrat que l'edició l'anomena Sonata quasi una Fantasia (com a la sonata núm. 13, publicada juntament amb el mateix Opus, números 1 -la 13- i 2 -la 14-) va ser coneguda popularment amb el nom de Sonata Clar de Lluna. La dedicatòria de la sonata 14 a Guicciardi no havia estat la primera intenció del compositor, no sent ella qui l'havia inspirat l'obra. Thayer, en el seu llibre Vida de Beethoven, indica que el compositor havia pensat dedicar a Guicciardi el Rondó en Sol, Op. 51 núm. 2, però el va haver de dedicar a la comtessa Lichnowsky. Així, a l'últim moment va dedicar la sonata a Guicciardi.
En 1823 Beethoven va confessar al seu llavors secretari, i més tard biògraf Anton Schindler, que de fet ell s'havia enamorat de Guicciardi en aquells temps. En la seva biografia de 1840, Schindler va afirmar que Giulietta era la destinatària de la carta a l'estimada immortal del compositor. Aquesta idea va ser immediatament qüestionada en privat per Therese Brunsvik: "Tres cartes de Beethoven presumptament per a Giulietta. Podrien constituir un engany?" Els dubtes de Therese estaven ben fonamentats perquè, a diferència de Schindler i altres contemporanis, ella coneixia molt bé el llarg i intens amor de Beethoven a la seva germana Josephine: "Tres cartes de Beethoven... deuen ser per a Josephine, a qui havia estimat apassionadament".
En la pel·lícula Immortal Beloved (Amor immortal) de 1994, el paper de la comtessa Guicciardi va ser interpretat per Valeria Golino.